# Água Fria de Goiás
Água Fria de Goiás là một đô thị thuộc bang Goiás, Brasil. Đô thị này có diện tích 2029,406 km², dân số năm 2007 là 4833 người, mật độ 2,4 người/km².